# Orage (film, 1954)
Pour les articles homonymes, voir Orage (homonymie).
Pour plus de détails, voir Fiche technique et Distribution.
Orage (titre italien : Delirio) est un  film franco-italien réalisé par Pierre Billon et Giorgio Capitani, sorti en 1954.

## Synopsis
André est un époux amoureux et attentionné mais en acceptant de plaider la cause de son frère énamouré auprès de Françoise Massard, une étudiante, il s'entiche à son tour de la belle perpétuellement en quête du grand amour au gré de relations sentimentales hasardeuses. Lorsque Françoise apprend que le couple légitime attend un enfant.

## Fiche technique
- Titre : Orage
- Titre original : Delirio
- Réalisation : Pierre Billon, Giorgio Capitani
- Scénario : Pierre Billon, Vittorio Calvino et Giorgio Capitani d'après le roman de Henri Bernstein, Le Venin
- Musique : Renzo Rossellini
- Photographie : Gábor Pogány
- Montage : Renzo Lucidi
- Décors : Mario Chiari
- Pays de production :  France,  Italie
- Producteur : Leo Menardi
- Sociétés de production : Bellotti Film (Italie), SGC (Société Générale de Cinématographie, France)
- Sociétés de distribution : Pallas Distribution, Republic SpA
- Format : noir et blanc — 35 mm — 1,37:1 — Monophonique
- Genre : melodrame
- Langue : français
- Durée : 100 minutes
- Dates de sortie : 
  - Italie : 17 avril 1954
  - France : 16 juillet 1954

## Distribution
- Raf Vallone  (VF : Claude Peran) : André
- Françoise Arnoul : Françoise
- Giorgio Albertazzi (VF : Jean-Louis Jemma) :Le colonial
- Rita Andreana
- Ferdinando Cappabianca : Giorgio
- Annette Ciarli : Portinaia
- Alessandro Fersen
- Guglielmo Inglese
- Umberto Monaci
- Ave Ninchi : Cecilia
- Roberto Onorati
- Aldo Silvani : le père d'André
- Andrea Valle : Gilberto
- Elena Varzi : Elena

## Autour du film
- Remake d'Orage réalisé par Marc Allégret (1938).